# Тур'я-Пасіцька сільська рада
Тур'я-Пасіцька сільська рада — колишній орган місцевого самоврядування у колишньому Перечинському районі Закарпатської області з адміністративним центром у с. Тур'я Пасіка. Сільській раді були підпорядковані такі села:
- с. Тур'я Пасіка
- с. Завбуч
- с. Раково

Рада складалася з 18 депутатів та голови.

## Керівний склад сільської ради
| ПІБ                      | Основні відомості                                                 | Дата обрання | Дата звільнення |
| ------------------------ | ----------------------------------------------------------------- | ------------ | --------------- |
| Мицька Іван Михайлович   | Сільський голова, 1969 року народження, освіта, безпартійний      | 26.03.2006   | 31.10.2010      |
| Малеш Михайло Гаврилович | Сільський голова, 1961 року народження, освіта вища, безпартійний | 31.10.2010   |                 |

Примітка: таблиця складена за даними джерела

## Населення
Згідно з переписом УРСР 1989 року чисельність наявного населення сільської ради становила 2638 осіб, з яких 1234 чоловіки та 1404 жінки.
За переписом населення України 2001 року в сільській раді мешкало 2695 осіб.

### Мова
Розподіл населення за рідною мовою за даними перепису 2001 року:
| Мова                          | Відсоток |
| ----------------------------- | -------- |
| українська(включаючи діалект) | 98,03 %  |
| російська                     | 0,83 %   |
| угорська                      | 1,11 %   |
| вірменська                    | 0,04 %   |